# Bauernmalerei
Die Bauernmalerei ist eine folkloristisch-historisierende nicht-akademische Form der Malerei, deren Motive der regionalen bäuerlichen Malerei entlehnt sind.
Bauernmalerei wird heutzutage mit bestimmten Motiven assoziiert, die überwiegend dem alpenländischen Raum zuzuordnen sind. Mit ihr werden bei unterdurchschnittlichem Bezug zum räumlichen und kunstgeschichtlichen Kontext überlieferte bäuerliche Motive zur Verzierung von Möbeln, Gebrauchsgegenständen und folkloristischen Artikeln nachempfunden. Sie findet sich sowohl als Liebhabermalerei zur Freizeitgestaltung und zur Dekoration des persönlichen Umfeldes wie auch als professionelle Malerei im folkloristisch-kommerziellen Bereich. Kunstlexika widmen dem Begriff der Bauernmalerei meist keinen eigenen Beitrag. Das Lexikon der Kunst aus dem Seemann Verlag beispielsweise behandelt das Thema mit unter dem Artikel „Möbelmalerei“.

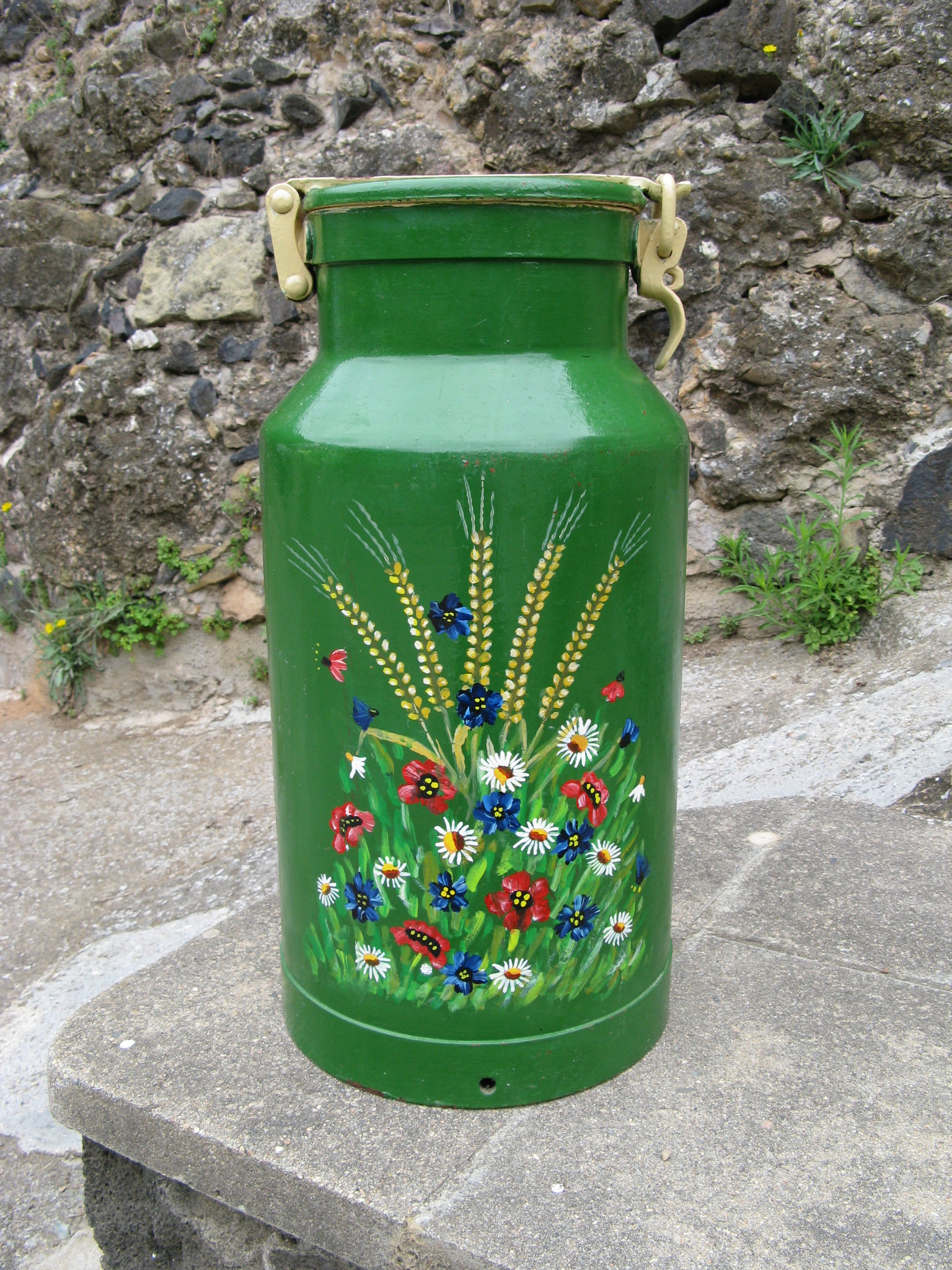
Milchkanne mit Bauernmalerei, Malerei um 1990 (Raum Filder)

## Bauernmalerei als Hobbymalerei
Der Stil der Bauernmalerei wird seit der zweiten Hälfte des 20. Jahrhunderts von Freizeitmalern zur Verzierung von Möbeln und der Herstellung von Dekorationsartikeln mit bäuerlichem Flair aufgegriffen, wobei die regionale Motivzuordnung von niederer Bedeutung ist. Der Handel bietet ein reichhaltiges Sortiment an entsprechenden Artikeln, angefangen bei Motivvorlagen, Schablonen und Anleitungsbüchern über hölzerne Kleinzeugrohlinge als Motivträger bis hin zu Farben für spezielle Effekte (antikisieren, craquelieren). Der Motivkanon in den Büchern zum Thema beschränkt sich weitestgehend auf den alpenländischen und ungarisch-slawischen Bereich.

## Bauernmalerei als folkloristisch-kommerzielle Malerei
Die Übergänge von der bäuerlichen Malerei zur Bauernmalerei und von dieser zum Kitsch sind nicht leicht abzugrenzen. In Regionen, die für eine ausgeprägte Form der bäuerlichen Malerei bekannt sind, hat sich schon früh eine halbindustrialisierte Form der Bauernmalerei entwickelt, d. h. der Übergang zwischen bäuerlicher Malerei und kommerzieller Bauernmalerei (in der sich Maler und Kunde nicht kennen) hat fließend stattgefunden. In Oberbayern entwickelte sich bereits Mitte des 19. Jahrhunderts in der Gegend um Bad Tölz eine Bauernmöbelindustrie, da sich infolge der von König Max II. (1811–1864) zur Stärkung der nationalen Identität geförderten Volkskunst die sogenannten „Tölzer Kästen“ (Schränke) mit den typischen Kugelrosen-Motiven oder auch Heiligendarstellungen schnell großer Beliebtheit auch außerhalb des oberbayerischen Raumes erfreuten. Ebenso ist die Uhrenproduktion im Schwarzwald mit den bekannten bunten Uhrblättern hier einzuordnen oder Töpfereien, die überlieferte Gebrauchsformen bis heute in Handwerksarbeit herstellen und mit traditionellen Motiven verzieren.
Diese Stücke stehen zwar außerhalb des zeitlichen und sozialen Kontexts ihrer Vorbilder, qualitativ sind sie jedoch hochwertig, es sind die persönlichen Nuancen der jeweils ausführenden Person erkennbar.

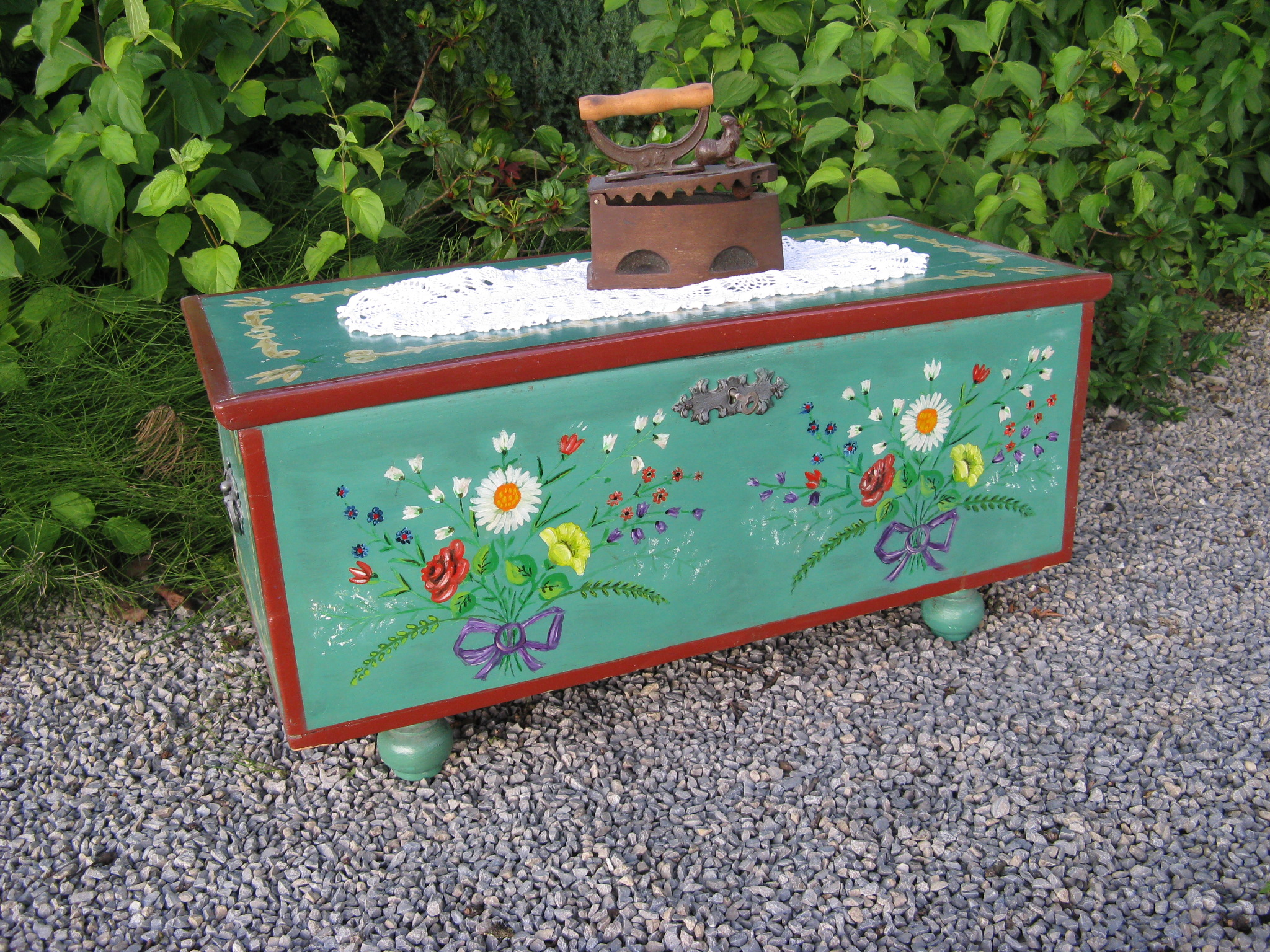
Holztruhe bemalt um 1990 (Raum Filder)

## Bauernmalerei und touristische Massenware
Um den touristischen Bedarf an (vermeintlich) ortstypischen Waren zu bedienen, erfolgt die Adaption überlieferter Motive auch auf andere Objekte, d. h. mit regionaltypischen Motiven werden Gegenstände unterschiedlichster Art verziert, wobei die Motive an die zu verzierenden Objekte und an Moden angepasst werden. Die Fertigung erfolgt meist arbeitsteilig, oft mit Schablonen, sodass keine Zuordnung zu einer einzelnen ausführenden Person mehr besteht. – Beispiel Milchkanne: Mit üppigen Blumenmotiven oder Alpenpanoramen verzierte Milchkannen erfreuen sich einer großen Beliebtheit als Schirmständer – für das landwirtschaftliche Zweckobjekt einer Milchkanne hätte der bäuerliche Haushalt vergangener Zeit keine teure Farbe verschwendet.
Die extremste Form stellt schließlich die Bemalung unterschiedlichster Objekte mit pseudoregionaltypischen Motiven unter dem Deckmantel der Bauernmalerei dar, die jedoch der Vorstellungen der potenziellen Käufer entsprechen, beispielsweise Kuhglocken mit blumenumkränzter Alpenlandschaft. Der metallene Rohling ist hier industrielle Massenware aus Fernost, die Malerei wird mit Schablonen oder als Abziehbild aufgebracht, das Ganze letztlich mit dem Spruch „Greetings from Germany“ versehen und in Rüdesheim am Rhein verkauft. Der Begriff Bauernmalerei ist hier fehl am Platz, trotzdem werden entsprechende Objekte von vielen ihrer Besitzer als ein Gegenstand mit Bauernmalerei angesehen, da diese oft mit dem Zusatz „Handgemalt“ in den Handel kommen – handgemalt sind nur einige wenige schnell hingetupfte Glanzlichter.